# Reederei Norden-Frisia
Die Aktiengesellschaft Reederei Norden-Frisia mit Sitz auf der ostfriesischen Insel Norderney betreibt den Personen- und Frachtverkehr zu den Nordseeinseln Norderney und Juist sowie Ausflugsverkehr und ist zugleich die Muttergesellschaft einer Unternehmensgruppe, welche weitere touristische und logistische Dienstleistungen erbringt.
Die Reederei ist mit 39,7 Prozent an der Wyker Dampfschiffs-Reederei Föhr-Amrum (W.D.R.) beteiligt und umgekehrt die Wyker Dampfschiffs-Reederei an der Reederei Norden-Frisia.

## Geschichte der AG Reederei Norden-Frisia

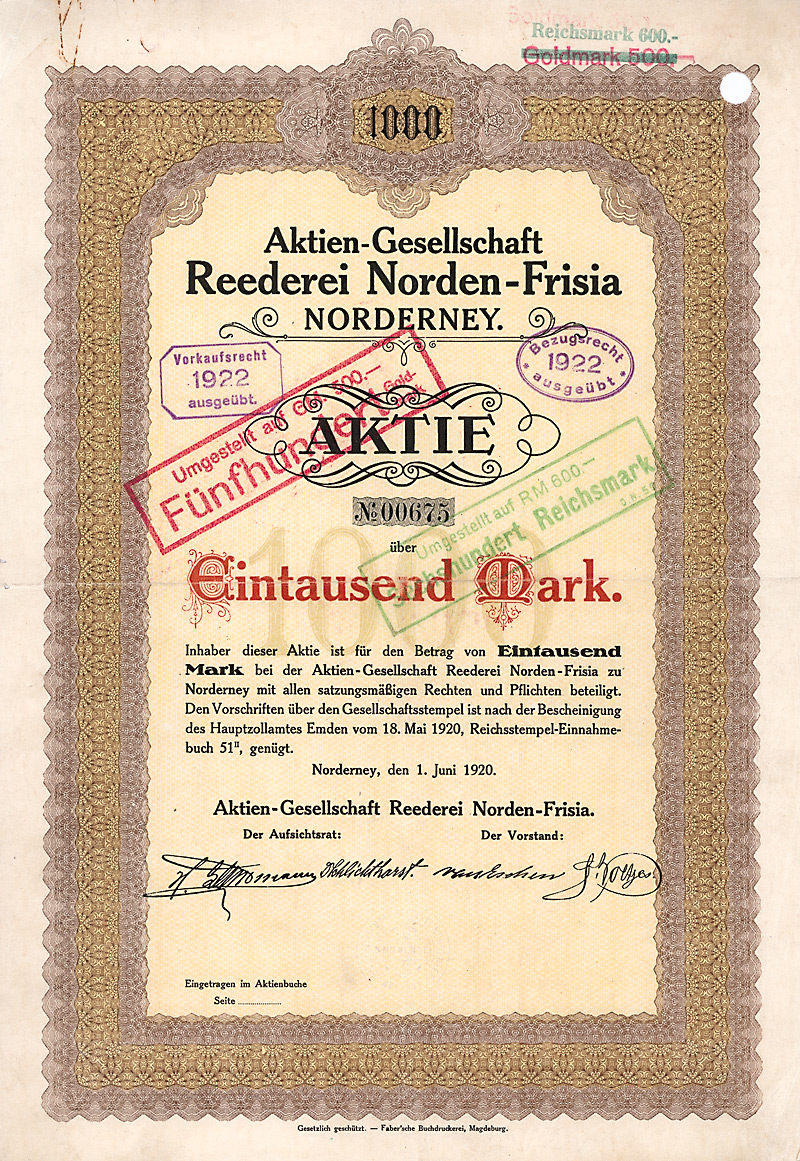
Aktie über 1000 Mark der AG Reederei Norden-Frisia vom 1. Juni 1920

Im Jahr 1797 erlangte Norderney den Titel als erstes deutsches Nordseebad. Die Anreise gestaltete sich jedoch recht schwierig und lang. Schiffe legten nur von Bremen und Hamburg ab und erreichten Norderney, manchmal erst nach Tagen, nur über die Insel Helgoland. Ab 1843 wurde Norderney auch von Emden und Leer aus mit großen Dampfschiffen angefahren. Die Schiffe, die in der damaligen Zeit vom heutigen Norddeich ablegten, waren nur kleine, unkomfortable Segler, deren Fahrzeiten von den Witterungsverhältnissen abhängig waren.
Im Juni 1871 beschlossen schließlich 23 Männer aus Norden und Norderney, darunter der Reichstagsabgeordnete Wilhelm von Freeden, der frühere Norder Bürgermeister Johann Hillern Taaks und die beiden Senatoren Rickleff Eiben und Enno Oldewurtel, „den Verkehr nach den Inseln Norderney und Juist in geordnete Bahnen“ zu bringen, und gründeten die Dampfschiffsrhederei Norden. Diese stellte 1872 den ersten Dampfer in Dienst und ließ erstmals eine befestigte Landungsbrücke im Norderneyer Hafen errichten. Aus anfänglichen Problemen, zum Beispiel der Unzuverlässigkeit im Winter und dem daraus resultierenden Unmut der Norderneyer Bevölkerung, ergab sich eine Einstiegschance für Konkurrenten, und so wurde 1893 die Norderneyer Dampfschiffsrhederei Einigkeit gegründet. Der scharfe Konkurrenzkampf wurde jedoch später beigelegt und man arbeitete zusammen.
1906 entbrannte der Konkurrenzkampf erneut, als die Neue Dampfschiffs-Reederei Frisia ihren Betrieb aufnahm. Nach Liquidation der Norderneyer Dampfschiffsrhederei Einigkeit schlossen sich die beiden übrig gebliebenen Reedereien 1909 zu einer Betriebsgemeinschaft zusammen und fusionierten schließlich 1917 zur Aktiengesellschaft Reederei Norden-Frisia.
1922 wurde die erste Motoren- und Maschinenwerkstatt erworben und der Fuhrpark erweitert. Im Zweiten Weltkrieg wurden die Schiffe von der Marine beschlagnahmt und gingen teilweise verloren. Nach Kriegsende übernahmen die Briten kurzzeitig den Inselverkehr, bis im Spätsommer 1945 die Reederei wieder ihren Betrieb aufnehmen konnte.
Bis dahin wurden nur Personen befördert; bei vielen Besuchern und Insulanern stieg jedoch das Interesse daran, wie es die Briten boten, ihr Kraftfahrzeug mit auf die Insel zu nehmen. Dieser Wunsch wurde mit Hilfe von umgebauten Frachtern umgesetzt, bis schließlich 1962 die erste kombinierte Personen-Autofähre in Dienst gestellt wurde.
1969 nahm die AG Reederei Norden-Frisia den Luftverkehr auf. Ein Jahr später koppelte sie die Frisia Luftverkehrs GmbH als Tochterunternehmen aus.
Im Laufe der 1980er Jahre ließ die Reederei die gesamte Flotte erneuern oder umbauen und Mitte der 1990er Jahre abermals modernisieren. Mit der Frisia IV stellte das Unternehmen im April 2002 erstmals eine Doppelendfähre in Dienst. Diese braucht in der Mole von Norddeich nicht mehr zu wenden und kann in beide Richtungen fahren. Am 11. März 2003 wurde die Frisia VIII an die Reederei Coonatramar in Puntarenas, Costa Rica, überführt. Sie fährt dort unter dem Namen San Lucas II.
Seit 1998 wickelt die AG Reederei Norden-Frisia für die Gemeinde Norderney die Abführung der Kurtaxe eines jeden Inselbesuchers, der die Fährüberfahrt von Norddeich-Mole nach Norderney in Anspruch nimmt, durch unabdingbare Kombination des Fährtickets mit der Kurkarte (NorderneyCard) ab. Damit ist ein Inselbesuch per Frisia-Fähre – unabhängig von der Inanspruchnahme von Kurleistungen – ohne Entrichtung der Kurabgabe nicht möglich. Dies gilt mittlerweile auch für die Gemeinde Juist.
Im Sommer 2020 wurde durch das AG-Reederei-Norden-Frisia-Tochterunternehmen Cassen-Tours GmbH mit der kleinen Schnellfähre Inselexpress 1 aus Aluminium mit Platz für maximal elf Passagiere ein fahrplanmäßiger Fährdienst zwischen Norddeich und der Insel Juist aufgenommen.
Als Lückenschluss zwischen den schnellen Wassertaxis und den komfortablen traditionellen Fährschiffen wurde der Inselexpress 1 Anfang 2023 durch ein größeres Schiff ersetzt. Mit der neuen Schnellfähre können bis zu 54 Personen befördert werden. Die Fahrzeit nach Juist beträgt etwa 45 Minuten. Durch den geringen Tiefgang von nur 70 cm ist das Schiff auch bei niedrigen Wasserständen einsetzbar. Getauft wurde es am 13. Februar 2023 in Norddeich. Den Schiffsnamen hat das neue Schiff vom Vorgänger übernommen – Inselexpress 1. Nachdem die Nachfrage nach schnellerem Fährverkehr weiter gewachsen ist, hat die Reederei Cassen-Tours Cassen Eils & Frisia Touristik GmbH den Bau einer weiteren Schnellfähre in Auftrag gegeben. Am 30. Mai 2025 wurde das Schiff auf Juist auf den Namen Inselexpress 2 getauft.

## Fährbetrieb
Vom Festlandhafen Norddeich bietet die Reederei regelmäßige Linienverbindungen nach Norderney und Juist an. Der Verkehr nach Norderney erfolgt dabei dank einer ausreichend tiefen Fahrrinne tidenunabhängig, der nach Juist tidenabhängig. Eingesetzt werden neben diversen Auto- und Passagierfähren auch zwei reine Frachtfähren zur Versorgung der Inseln mit benötigten Gütern.

## Tochterunternehmen
Neben dem originären Fährgeschäft betreibt die Reederei über verschiedenen Tochterunternehmen weitere maritime, touristische und logistische Dienstleistungen.
Die Peter Tjaden Nahverkehrs GmbH betreibt zusammen mit einem Mitbewerber den Nahverkehr in Norderney. Die FLN Frisia-Luftverkehr GmbH bietet Linienflüge zu den ostfriesischen Inseln sowie Flugzeugcharter an. Außerdem betreibt sie die Flugplätze Baltrum und Harle sowie die großen Inselparkplätze nahe dem Hafen Norddeich. Die Nordsee E-Mobility GmbH vermietet E-Bikes und Elektroautos in Norddeich sowie auf der Insel Norderney. Von der Cassen-Tours Cassen Eils & Frisia Touristik GmbH werden Ausflugsfahren ab den Häfen Norddeich, Norderney, Juist und Greetsiel angeboten. Zudem führt das Unternehmen Seebestattungen durch. Zudem ist die Reederei Norden-Frisia zusammen mit der Reederei Baltrum-Linie GmbH an der Entsorgungsreederei GmbH beteiligt, die mit dem Entsorgungsschiff Störtebeker die Müllentsorgung der ostfriesischen Inseln durchführt.
Die Reederei ist zudem größter Anteilseigner des nordfriesischen Fährbetreibers Wyker Dampfschiffs-Reederei Föhr-Amrum GmbH.

### Ehemaliges Tochterunternehmen
Neben dem Kerngeschäft war die Reederei über ihr Tochterunternehmen Frisia-Offshore GmbH auch in der Versorgung von Offshore-Windparks wie alpha ventus engagiert. Hierzu betrieb sie die Offshore-Katamarane Wind Force I und Wind Force II, die speziell als vielseitig einsetzbare Transportfahrzeuge für Personen und Ladung zu Offshore-Windparks gebaut wurden. Weiterhin wurden die Beaufort, die Otto Treplin und die Gode Wind eingesetzt. 2018 wurde diese Gesellschaft mit der Muttergesellschaft verschmolzen.
Um die Versorgung zu verbessern, wurde im Sommer 2008 zusammen mit der WIKING Helikopter Service GmbH die FRI KING Offshore GmbH gegründet. Sitz dieser Firma ist der Stammsitz der WIKING am Flugplatz Wilhelmshaven-Mariensiel.

## Flotte
| Bauname     | Schiffsart     | Bauwerft                                 | Baujahr |
| ----------- | -------------- | ---------------------------------------- | ------- |
| Frisia I    | RoPax-Schiff   | Jos. L. Meyer                            | 1970    |
| Frisia II   | RoPax-Schiff   | Jos. L. Meyer                            | 1978    |
| Frisia III  | RoPax-Schiff   | Cassens-Werft                            | 2015    |
| Frisia IV   | RoPax-Schiff   | Cassens-Werft                            | 2002    |
| Frisia VI   | RoPax-Schiff   | Jos. L. Meyer                            | 1968    |
| Frisia VII  | Frachtschiff   | Oderwerft                                | 1984    |
| Frisia VIII | Frachtschiff   | Sietas-Werft                             | 2010    |
| Frisia IX   | Fahrgastschiff | J. Diedrich                              | 1980    |
| Frisia X    | Fahrgastschiff | J. Diedrich                              | 1972    |
| Frisia XI   | Fahrgastschiff | J. Diedrich                              | 1969    |
| Frisia E-I  | Katamaran      | Damen Shipyards Group                    | 2025    |
| Frisia IE 1 | Fahrgastschiff | Penguin Shipyard International Pte. Ltd. | 2023    |
| Frisia IE 2 | Fahrgastschiff | NG Shipyards B.V.                        | 2025    |

Hinzu kommen die Schiffe für die Windparkversorgung, darunter Katamarane des Wind-Force-Typs.

Passagier- und Autofähren der Reederei Norden-Frisia
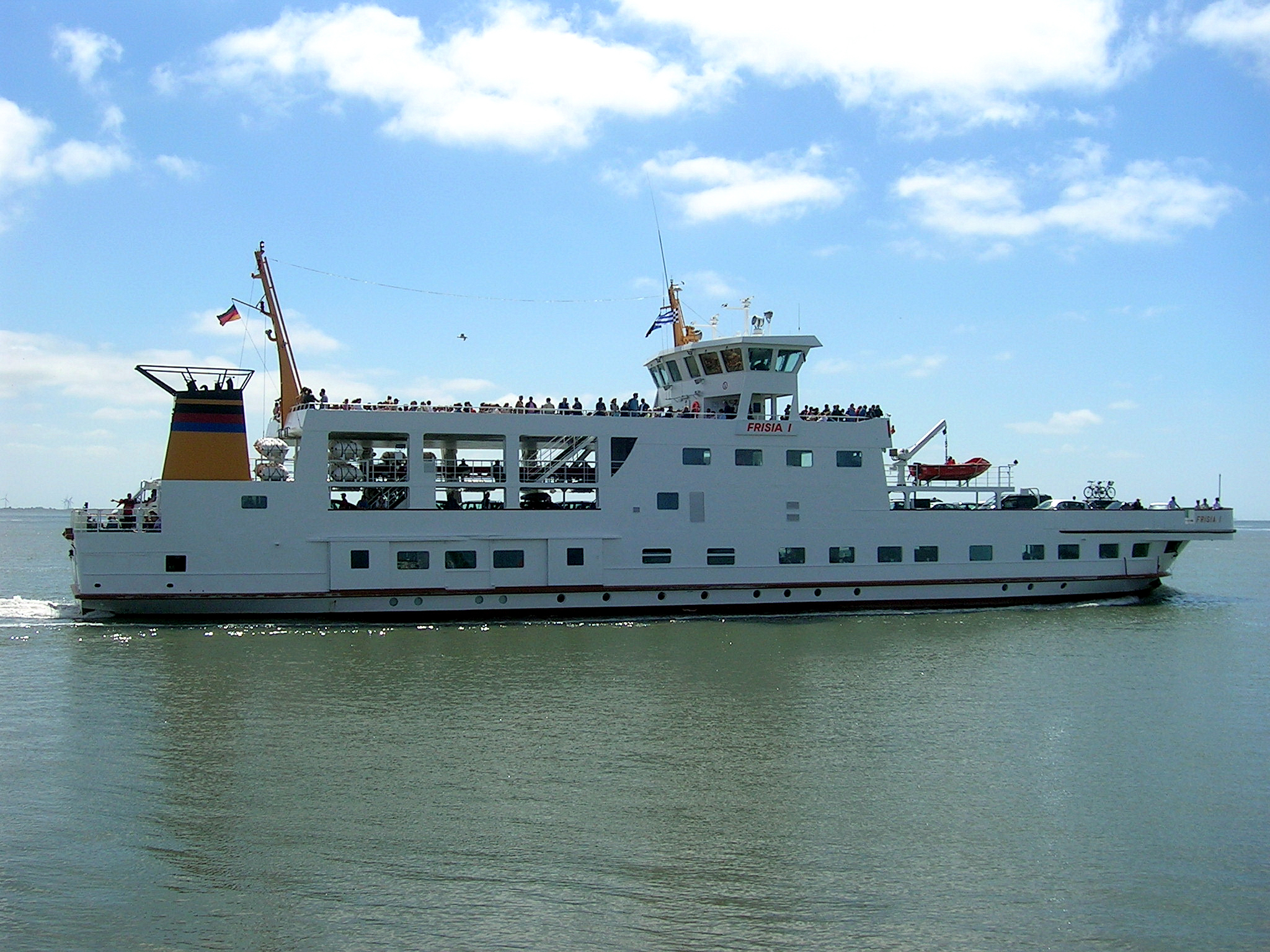
Frisia I beim Ablegen aus dem Norderneyer Hafen
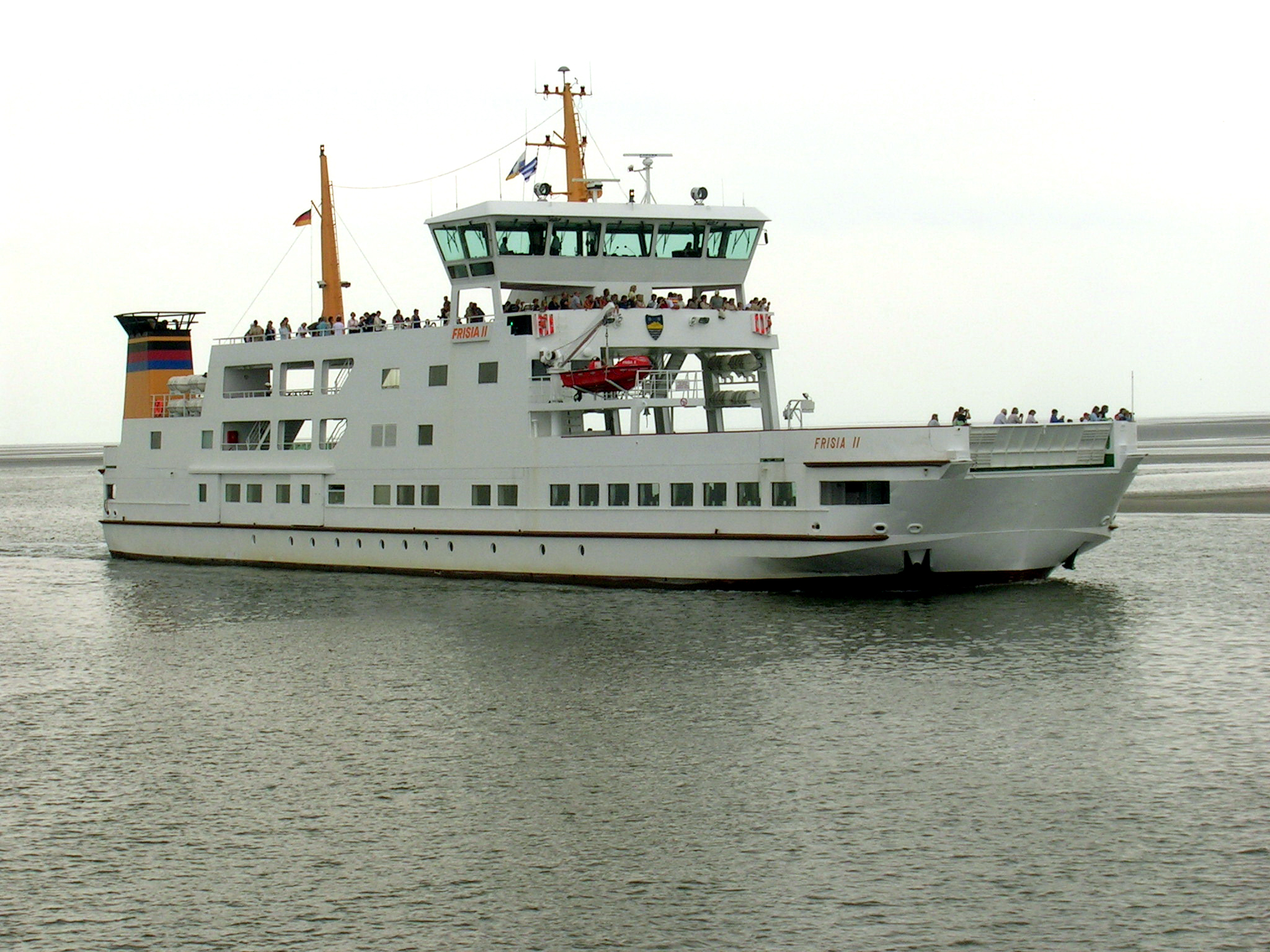
Frisia II bei der Überfahrt von Norddeich Mole nach Norderney
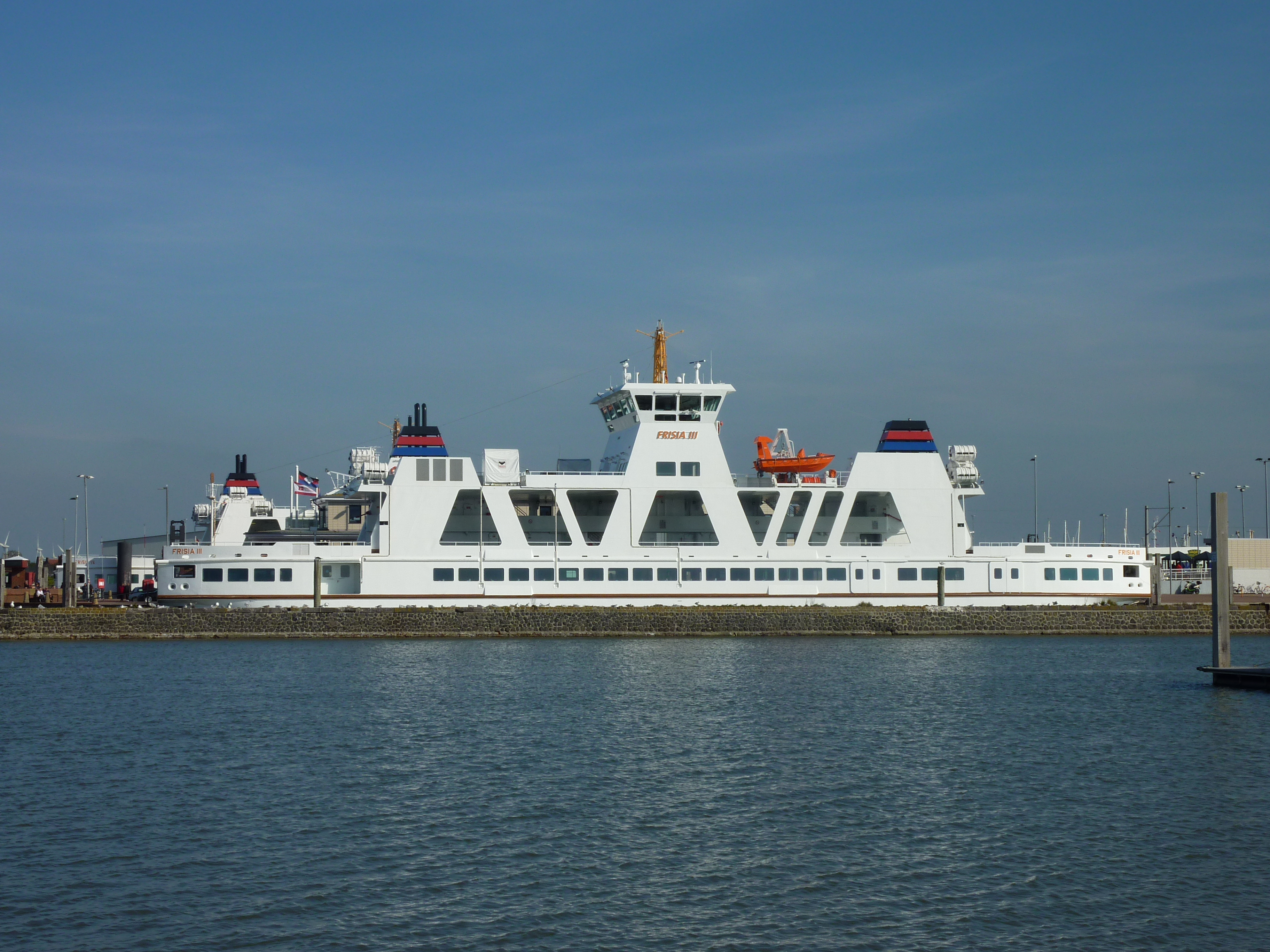
Frisia III im Norddeicher Hafen
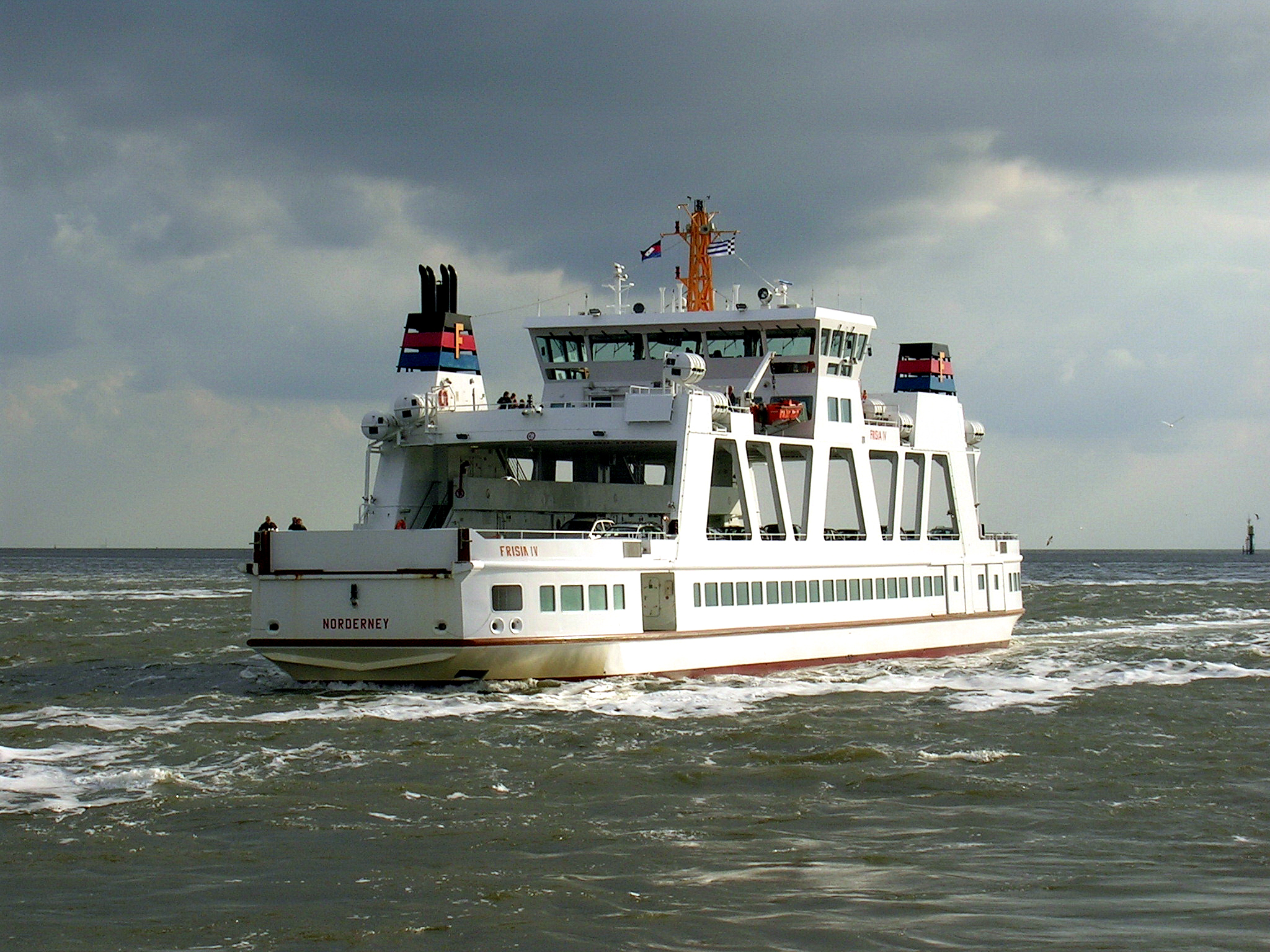
Frisia IV beim Anlegemanöver vor dem Norderneyer Hafen
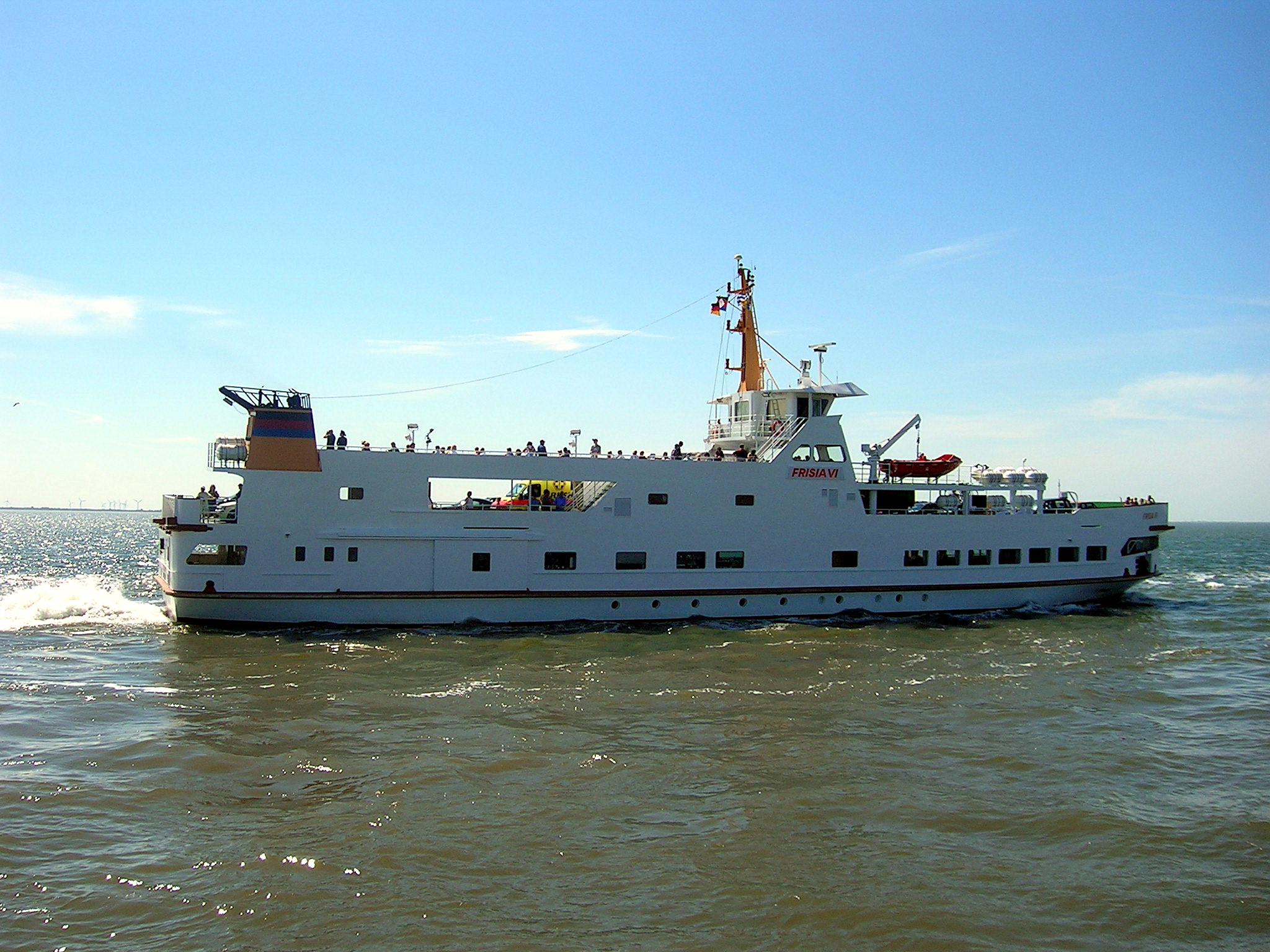
Frisia VI beim Ablegen aus dem Norderneyer Hafen
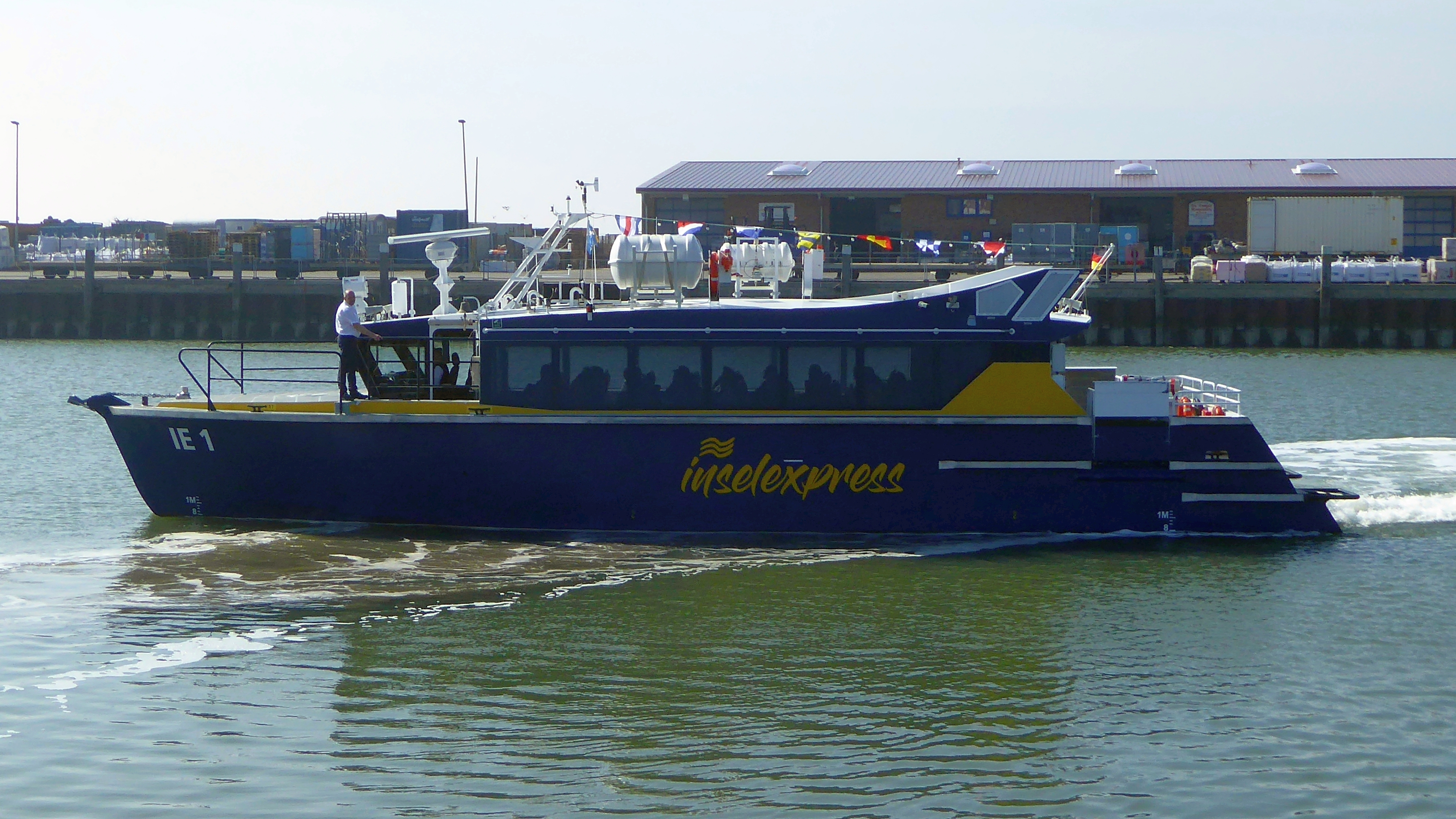
Inselexpress IE1 beim Ablegen im Hafen von Juist

Das größte Schiff der Flotte ist die am 28. Juli 2015 in Dienst gestellte und bei der Cassens-Werft in Emden gebaute Frisia III mit einer Länge von 74,3 Metern und einer Breite von 13,4 Metern. Sie kann 60 Fahrzeuge und rund 1500 Passagiere befördern. Äußeres Erkennungsmerkmal sind, wie bei der Frisia IV, die beiden Schornsteine. Beide Schiffe verfügen über einen Voith-Schneider-Antrieb zur besseren Manövrierbarkeit.

Sonstige Schiffe der Reederei
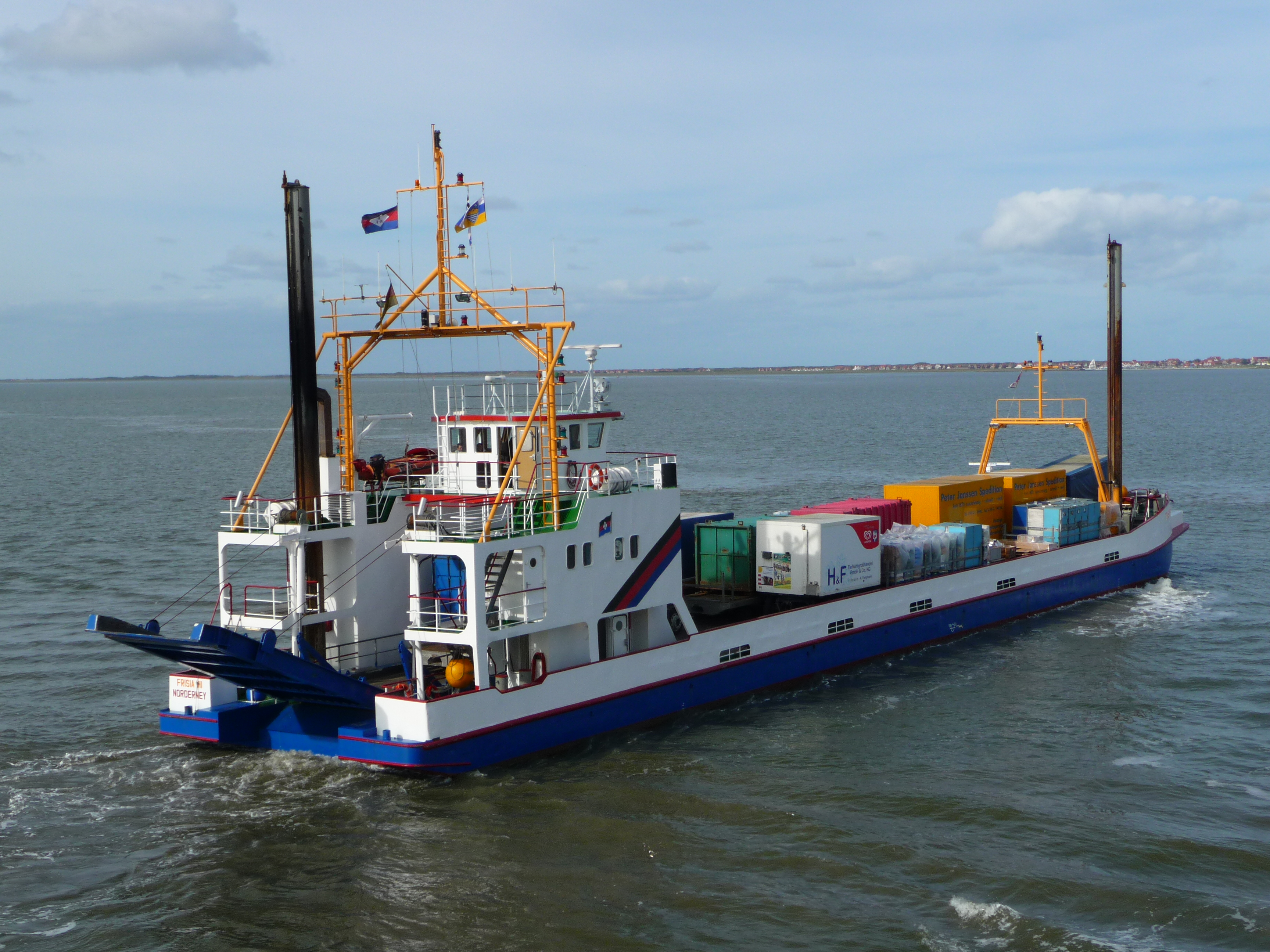
Der Niederkielfrachter Frisia VII unterwegs nach Juist
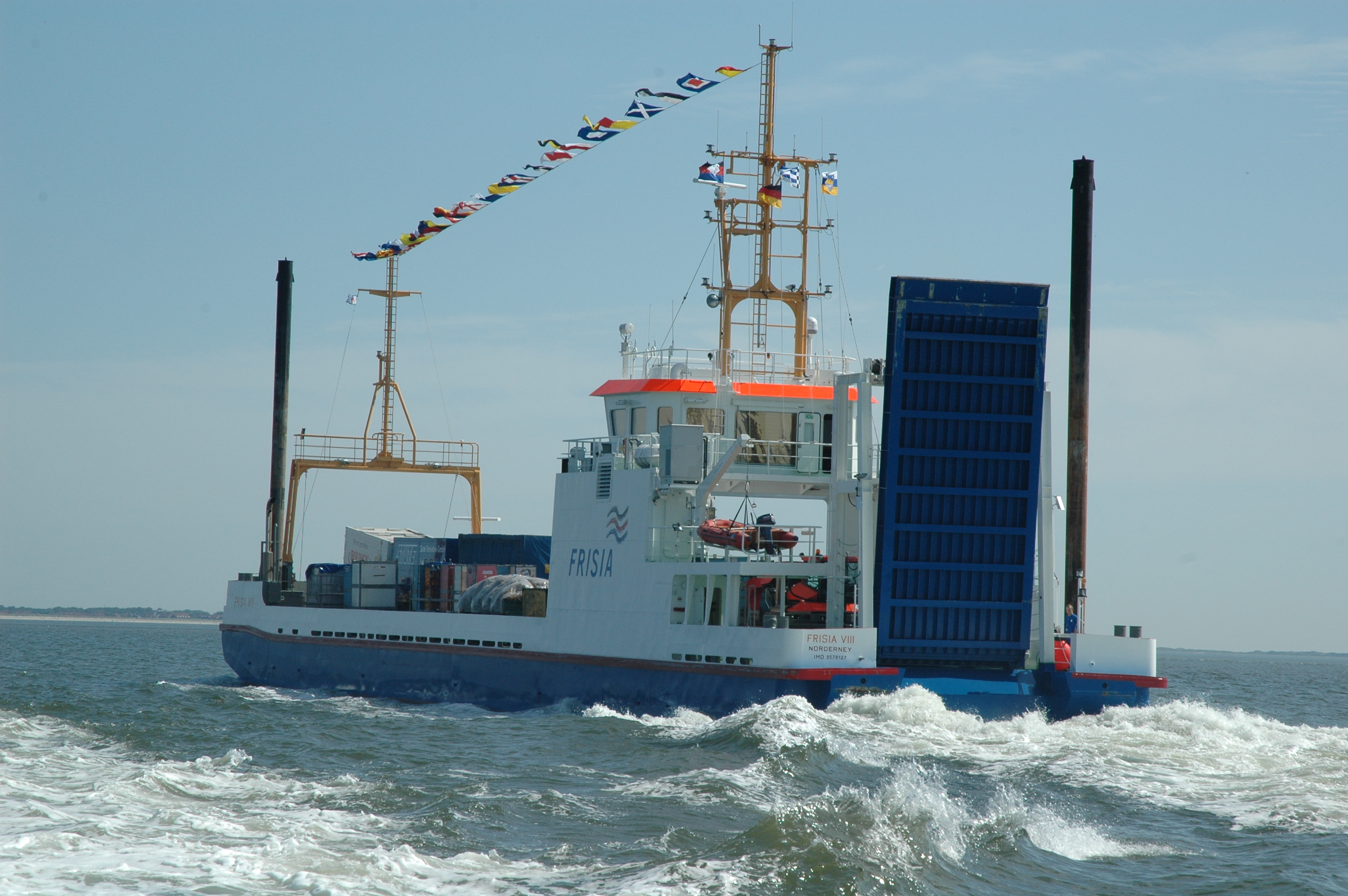
Frisia VIII vor Juist
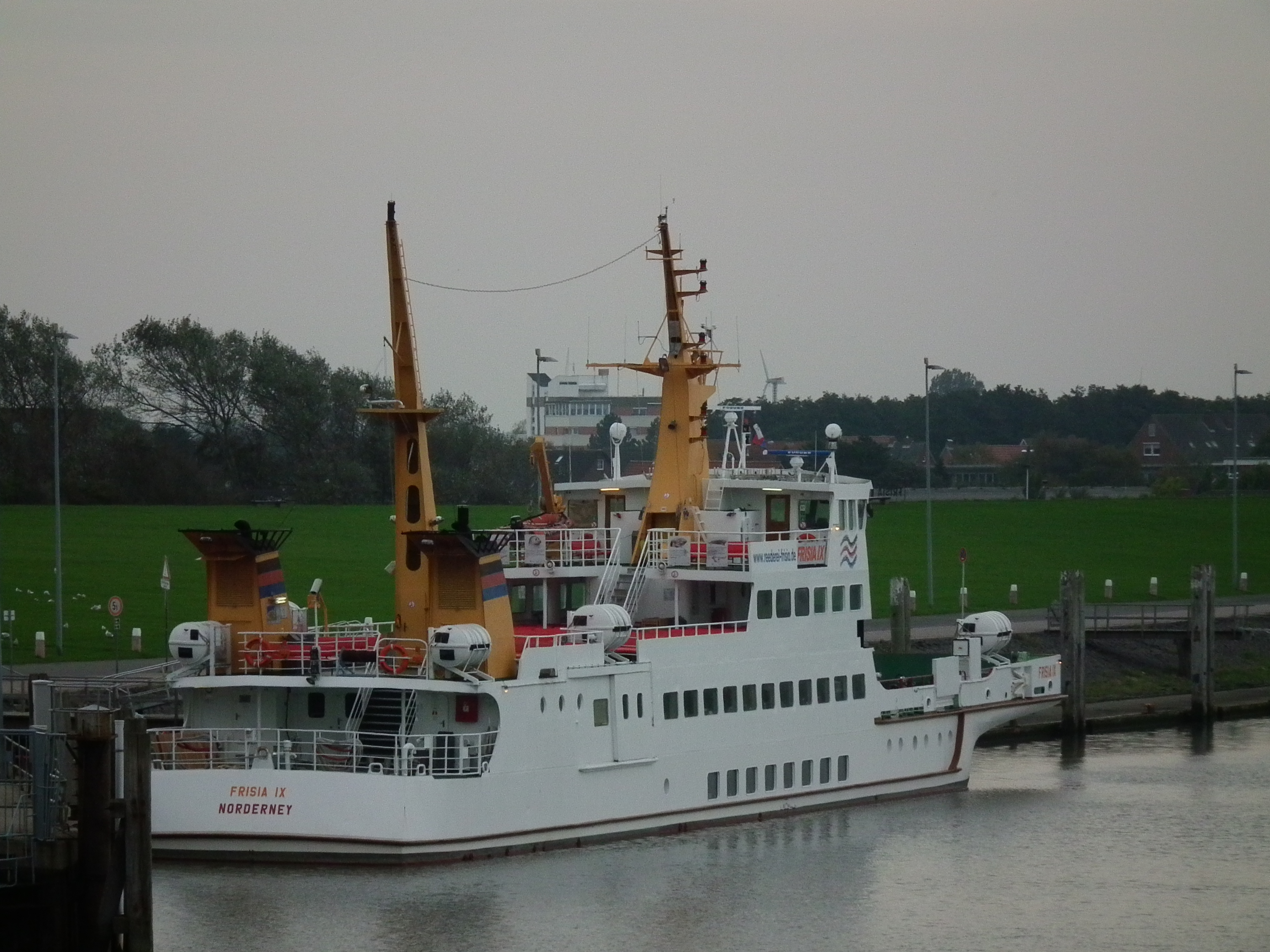
Frisia IX im Hafen von Norddeich
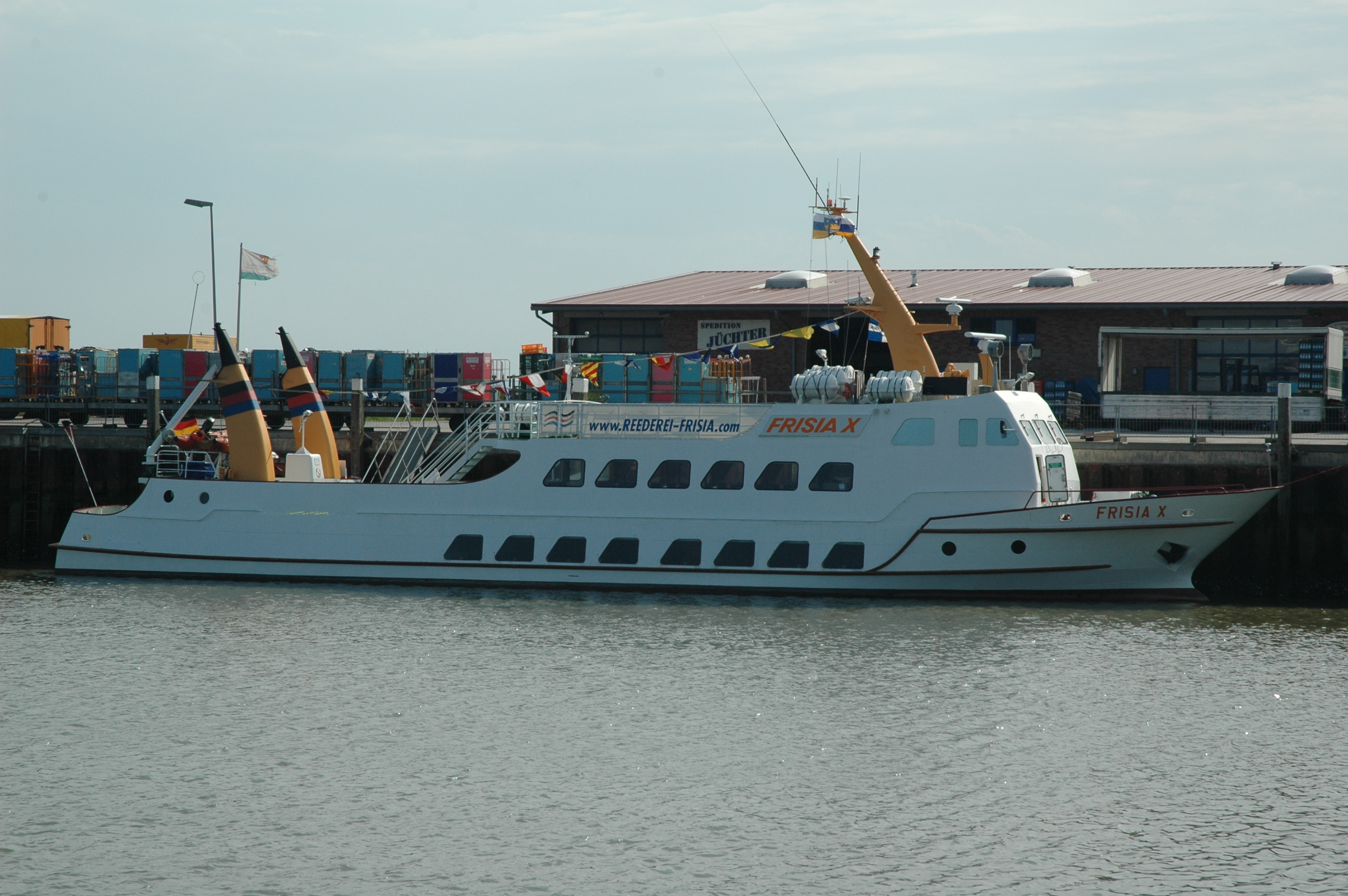
Frisia X im Juister Hafen
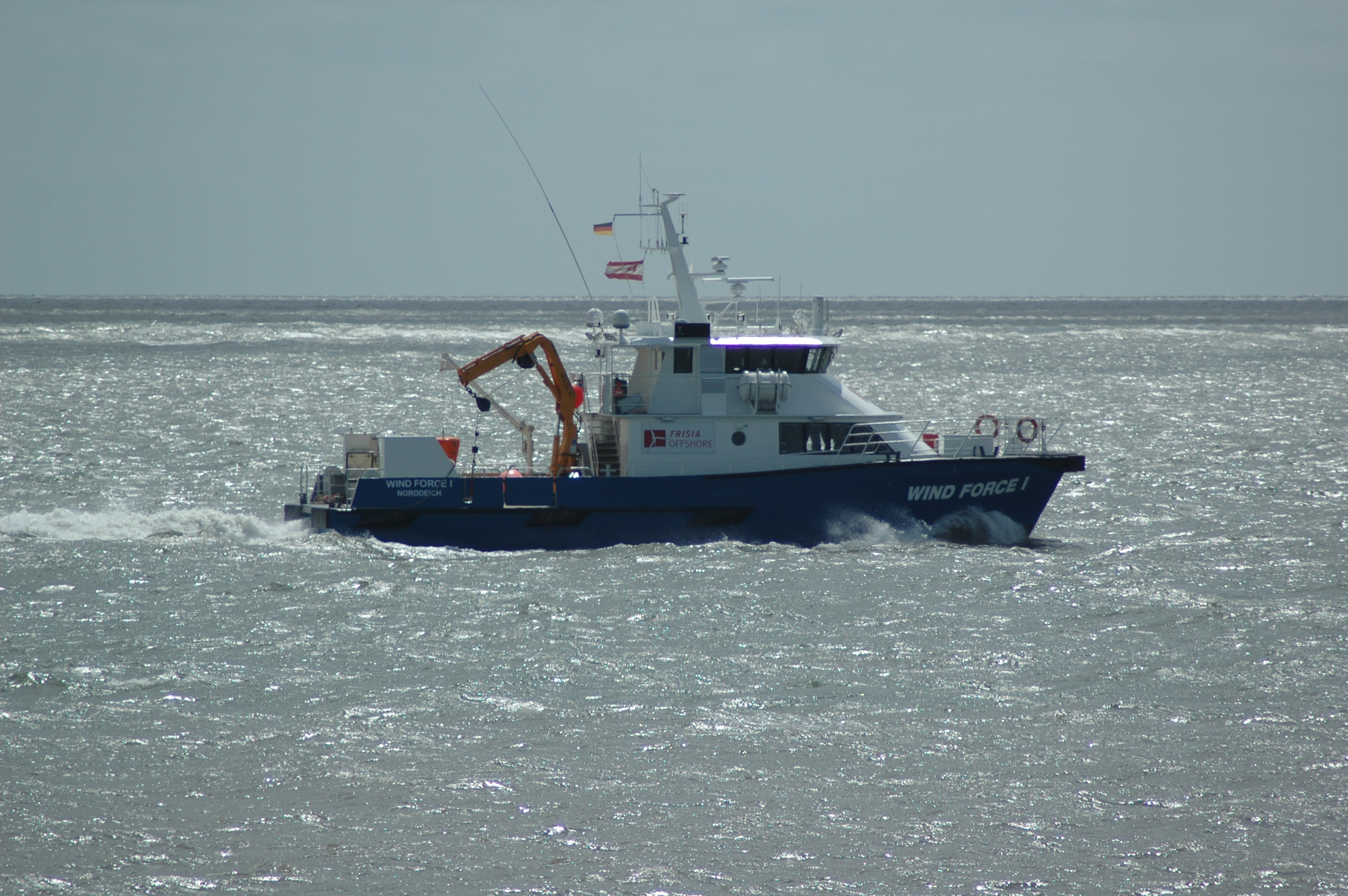
Wind Force I vor Norderney

## Ehemalige Schiffe
| Bild                          | Bauname      | Schiffsart             | Länge (m) | Bauwerft      | Baujahr | Verbleib |
| ----------------------------- | ------------ | ---------------------- | --------- | ------------- | ------- | --- |
|                               | Stadt Norden | Doppelschraubendampfer | 29,30     |               |         | nach 1912 verkauft, 1914 durch Strandung verlorengegangen |
|                               | Ostfriesland | Raddampfer             | 31,68     |               |         | Ankauf 1888, in der Flotte bis 1912, anschließend zur Verschrottung in Wilhelmshaven verkauft                                                                           |
|                               | Norddeich    | Raddampfer             | 45,70     |               | 1892    | Bis 1956 in der Flotte, |
| Frisia V 1975 vor ihrem Umbau | Frisia V     | RoPax-Schiff           |           | Jos. L. Meyer | 1965    | Bis 2016 im Liniendienst tätig. Sie wurde mehrfach umgebaut. Der einseitige Brückenaufbau (Spitzname: Flugzeugträger) wurde 1991 auf die volle Schiffsbreite erweitert. |

Die Frisia III war von 1960 bis 2000 im Dienst der Reederei und wurde dann nach Finnland an Saimaa Ferries verkauft, wo sie den Namen Koli III erhielt. 2010 wurde sie in Bluewhite Eagle umbenannt und 2017 verschrottet.
Der Katamaran Cat No. 1, der 1999 für den Helgolandverkehr in Dienst gestellt worden war, wurde mit Wirkung zum 20. Dezember 2006 an das Fährunternehmen Linda Line Express in Tallinn verkauft. Dort wird er seit Frühjahr 2007 als Merilin unter der Flagge Estlands zusammen mit zwei Tragflächenbooten im Liniendienst zwischen Tallinn und Helsinki eingesetzt. Der Grund für den Verkauf waren zu hohe Betriebskosten, die nicht mehr durch entsprechend hohe Fahrpreise aufgefangen werden konnten. Mit dem Cat No. 1 wurden zunächst in der Saison täglich zwei Abfahrten von Cuxhaven nach Helgoland sowie weitere Abfahrten von Borkum, Norderney, Langeoog, Sylt und Amrum angeboten. 2001 wechselte der Katamaran auf die Strecke Hooksiel–Helgoland; von 2005 an fuhr er von Wilhelmshaven nach Helgoland.

Ehemalige Schiffe der Reederei
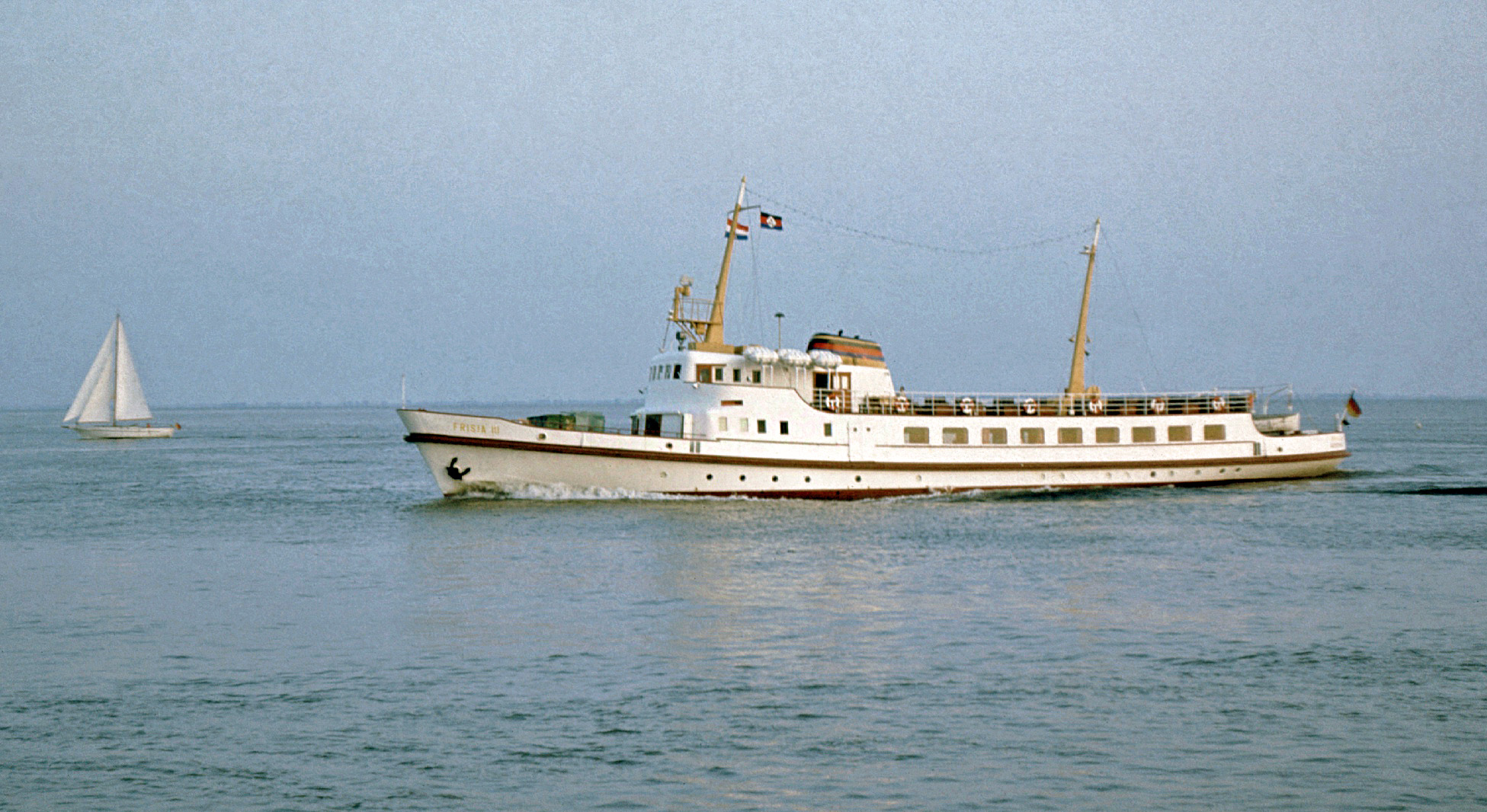
Frisia III in Emden
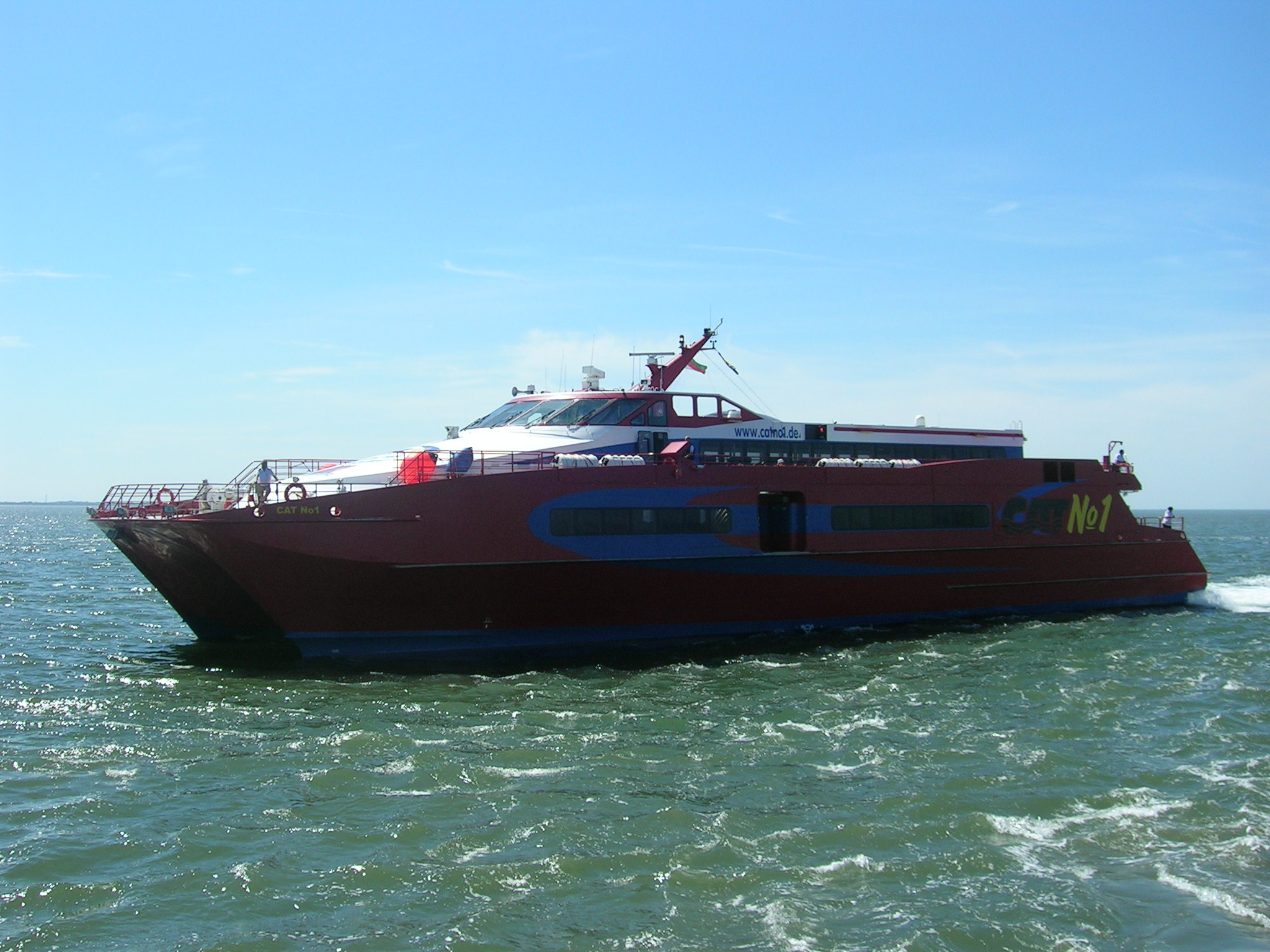
Der ehemalige Cat No. 1 am Norderneyer Anleger
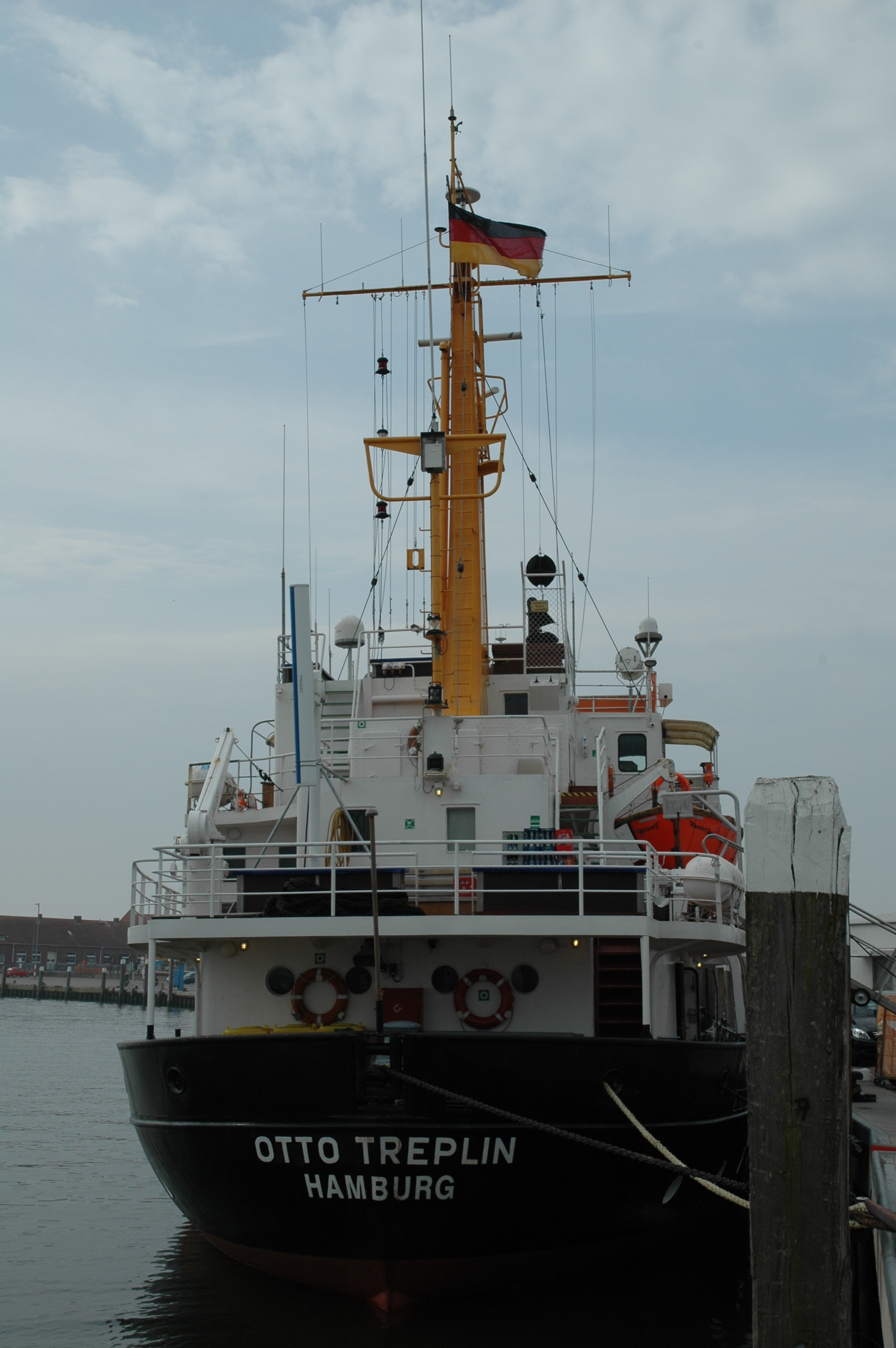
Otto Treplin im Hafen von Norderney